# GPS将棋
GPS将棋（ジーピーエスしょうぎ）は、コンピュータ将棋のプログラム。東京大学大学院総合文化研究科の教員・学生が中心となって開発している。ソースコードとデータはオープンソースとして公開されている。

## 概要
東京大学大学院総合文化研究科の教員・学生によるゲームプログラミングセミナーのメンバーが中心となって開発。開発メンバーは、田中哲朗・金子知適・森脇大悟・副田俊介・林芳樹・竹内聖悟。名称はセミナー名（Game Programming Seminar）の頭文字からであり、衛星測位システムのGPSとは無関係。
2015年現在の最新バージョンであるGPSfish_minimalは、コンピュータチェスエンジンであるStockfishとの差分を少なくする方針で開発されており、そのソースコード及びバイナリが公開されている。
疎結合並列探索システムを採用しており、クラスタリングのマシンは、一般学生も使用する駒場キャンパス情報教育棟に設置された iMac と Amazon EC2 などを併用し大会に参加している。

## 歴史
- 2009年5月5日 - 第19回世界コンピュータ将棋選手権優勝
- 2010年5月4日 - 第20回世界コンピュータ将棋選手権3位（320台のクラスタリング）
- 2010年10月11日 - あから2010に参加し、清水市代女流二冠に勝利
- 2011年5月5日 - 第21回世界コンピュータ将棋選手権6位
- 2012年5月5日 - 第22回世界コンピュータ将棋選手権優勝（788台 iMac＋9台Debianのクラスタリング、1秒間に約2億8000万手読んだ）
- 2013年4月20日 - 第2回将棋電王戦で三浦弘行八段と対戦し、勝利（iMac 666台＋その他13台、計679台のクラスタリング）

## 競技会成績
| 大会/年                    | 2001 | 2003 | 2004 | 2005 | 2006 | 2007 | 2008 | 2009 | 2010 | 2011 | 2012 | 2013 | 2014 | 2015 | 2016 | 2017 | 2018 |
| -------------------------- | ---- | ---- | ---- | ---- | ---- | ---- | ---- | ---- | ---- | ---- | ---- | ---- | ---- | ---- | ---- | ---- | ---- |
| 世界コンピュータ将棋選手権 | 55   | 42   | 21   | 8    | 10   | 10   | 12   | 1    | 3    | 6    | 1    | 3    | 11   | 5    | 15   | 15   | 22   |
| コンピュータオリンピアード |      |      |      |      |      |      |      |      | 3    | 1    |      |      |      |      |      |      |      |
| コンピュータ将棋王者決定戦 |      |      |      | 4    |      |      |      |      |      |      |      |      |      |      |      |      |      |